# El Rubio
El Rubio est une commune située dans la province de Séville de la communauté autonome d’Andalousie en Espagne.

## Administration
| Période                                  | Période | Identité                     | Étiquette | Qualité |
| ---------------------------------------- | ------- | ---------------------------- | --------- | ------- |
| 1987                                     | 1995    | Rafael Belloso González      | IU        | Maire   |
| 1995                                     | 2004    | Antonio Pradas               | PSOE      | Maire   |
| 2004                                     | 2011    | Juan Bautista Caraver Jurado | PSOE      | Maire   |
| 2011                                     | 2015    | Ramona Ramos Llorens         | PSOE      | Maire   |
| 2015                                     |         | Rafael de la Fe Haro         | PSOE      | Maire   |
| Les données manquantes sont à compléter. |         |                              |           |         |

## Sources
- (es) Cet article est partiellement ou en totalité issu de l’article de Wikipédia en espagnol intitulé « El Rubio » (voir la liste des auteurs).